# Sadki (Koejavië-Pommeren)
Sadki is een dorp in het Poolse woiwodschap Koejavië-Pommeren, in het district Nakielski. De plaats maakt deel uit van de gemeente Sadki en telt 1994 inwoners.